# Siedlung Unterer Porst
Die Siedlung Unterer Porst war ein Bauprojekt mit maßgeblicher Eigenleistung der späteren Bewohner der gemeinnützigen Wohnbaugesellschaft Vogewosi in den 1950er Jahren, um preiswerten Wohnraum für die aufstrebenden, jedoch noch relativ mittellosen Schichten der Bevölkerung nach dem Ende des Zweiten Weltkriegs im Stadtgebiet von Dornbirn, Vorarlberg, Österreich, zu schaffen.

## Name
Die Flur Porst  (früher auch Borst) war eine öfters von der Dornbirner Ache überschwemmte und kiesige Landfläche, auf der überwiegend nur ein hartes, „borstiges“ Gras wuchs (siehe auch Sumpfporst). Weitere hier befindliche Flurstücke, wie z. B. Im Borst, Borstwall, Studa oder Kressgraben, weisen noch auf diese ursprünglichen Bewuchs der Fläche hin. Mehrere hier befindliche heutige Straßenbezeichnungen, wie z. B. Im Porst, Unterer Porst, Porstgrund, Porstmahd in Dornbirn nahmen die ursprünglichen Flurbezeichnungen auf.

## Hintergrund und Geschichte
Solche Siedlungen, teilweise auch als Arbeitersiedlungen oder zeitgenössisch auch als Arbeiterkolonien bezeichnet, wurden im 19. Jahrhundert und in der ersten Hälfte des 20. Jahrhunderts auf Initiative gemeinnütziger Gesellschaften oder von Unternehmern im gesamten deutschsprachigen Raum gebaut, um preiswerten und gesunden Wohnraum für die damals noch weitgehend unbegüterten Schichten der Bevölkerung zu schaffen und die nach dem Krieg herrschende Wohnungsnot zu beseitigen. Architekten und Bautechniker begannen sich bereits um die Mitte des 19. Jahrhunderts, mit der Anlage von solchen Siedlungen auseinanderzusetzen, um auch den einfachen Menschen Dauerhaftigkeit und Sicherheit, zweckmäßige Raumaufteilung, Berücksichtigung von Licht, Luft und Vegetation, aber auch die Freizeit- und Sportmöglichkeiten, als Grundlage gesunden Wohnens zu schaffen.
Eine ähnliche, kleinere, Siedlung wie die im Unteren Porst, wurde zuvor in Lustenau (Hagenmahd) realisiert. Ursprünglich sollten im Unteren Porst 60 Häuser sowie eine Konsum-Filiale und eine eigene Kapelle entstehen. Mit Rücksicht auf eine mögliche Ghettobildung und wegen der Probleme mit dem Baugrund, wurde eine um ein Drittel verkleinerte Ausführung des Projektes realisiert. Am 21. März 1957 wurde das Bauansuchen eingereicht. Das Aufrichtfest der Siedlung Unterer Porst wurde zusammen mit dem Aufrichtfest von 15 Werkssiedlungen der Fa. J. M. Fußenegger am 10. Januar 1958 im Gasthaus Schwanen abgehalten und bereits im Frühsommer 1958 zogen die ersten Bewohner der Siedlung ein. Die Anlage wurde im Juli 1959 feierlich übergeben und durch Prälat Gustav Glatthaar aus der katholischen Kirche, in Anwesenheit von Bürgermeister Günther Anton Moosbrugger und Nationalratsabgeordnetem Franz Grubhofer, eingeweiht. Am 9. Dezember 1959 wurde die Benützungsbewilligung erteilt. Erster Obmann der Siedlung war Oskar Salzgeber.

## Lage
Die Siedlung Unterer Porst (etwa 418 m ü. A.) entstand in einem etwa zwei Hektar großen, bis dahin unbebauten Riedgelände im heutigen Stadtbezirk Rohrbach am westlichen Rand des besiedelten Stadtgebiets. Nur etwa zweihundert Meter entfernt fließt die Dornbirner Ach. In den Jahrzehnten nach dem Zweiten Weltkrieg entwickelte sich das Gebiet um die Flur Porst rasch zu einem wichtigen Siedlungsgebiet in Dornbirn. Heute ist diese Siedlung in das sonstige Siedlungsgebiet kaum unterscheidbar eingebettet, beim Bau war diese noch klar abgegrenzt.

## Größe der Siedlung
Die Siedlung Unterer Porst besteht aus zwanzig frei stehenden, weitgehend baugleichen Doppelhäusern, die sich zwischen zwei Stichstraßen aneinanderreihen und mit zwei weiteren Straßen verbunden werden. Alle diese Straßen tragen den Namen Unterer Porst und um- bzw. erschließen eine Fläche von etwa zwei Hektar.

## Bau, Planung, Ausführung und Ausstattung
Planung und Bauleitung der Siedlung Unterer Porst lag bei Ernst Schwarz. Die Häuser wurden ohne Hilfe von schweren Maschinen (z. B. Bagger, Baukränen etc.) und ohne jede Pfahlgründung (Pilotierung) in schlechtem Baugrund mit sehr viel Eigenleistung der späteren Eigentümer errichtet. Wegen der schlechten Bodenverhältnisse wurden auch Doppelhäuser anstelle von einzelnen Wohnhäusern errichtet. Jeder spätere Eigentümer hatte einen Finanzierungsbeitrag von 50.000 Schilling (EURO 3.633,64) in Raten abzahlbar, aufzubringen. Die Eigenleistungen der späteren Eigentümer betrafen vor allem die Erdaushubarbeiten für die Häuser und die Straßen sowie den Innenausbau des 1. Obergeschoßes.
Die zwanzig zweigeschoßigen Doppelhäuser boten in den beiden Vollgeschoßen jeweils zwei bis vier Familien Obdach (insgesamt 40 Wohneinheiten, pro Wohneinheit ein bis zwei Familien). Nutzgärten und einheitliche Zaungestaltung verstärken den einheitlichen Eindruck des Ensembles.
Es bestehen zwei Bauformen, einmal Typ 2C mit je 65 m² Fläche und Typ 2F mit 92 m² Fläche, jeweils auf Stahlbeton-Fundamenten. Die Baukörper sind im Sinne der Stuttgarter Schule traditionell und einfach gestaltet und weisen annähernd gleich große Räume auf.
Die Häuser wurden außen im Kellergeschoß mit Betonhohlsteinen, im Obergeschoß mit Ziegelsteinen und innen, bei nichttragenden Wänden, mit Tonziegelsteinen ausgeführt, verfügten ursprünglich nicht alle über eine Zentralheizung, sondern über Holz-Kohle-Einzelfeuerungen oder Zusatzherd, teilweise über Warmluftheizungen.